# Pisma starijeg đavla mlađem
Pisma starijeg đavla mlađeg, u izvorniku The Screwtape Letters, satirično su i apologetsko djelo Clivea Staplesa Lewisa pisano u obliku epistolarna romana, a posvećeno Johnu Tolkienu. Izvorno su pisma izlazila od svibnja do studenoga 1941. u anglikanskome tjedniku The Guardian. Prvo izdanje u obliku knjige izašlo je u veljači 1942.
Do 1999. godine djelo je doživjelo 26 izdanja na engleskom i 15 na njemačkom jeziku uz nakladu od oko pola milijuna primjeraka.
Prvo izdanje na hrvatskom jeziku objavila je Družba katoličkog apostolata u Zagrebu 1983.

## Vanjske poveznice
- Staples Lewis, Clive: The Screwtape Letters (engl.) Samizdat University Press, 2016.